# Romek Hanzlík
Jaromír „Romek“ Hanzlík (20. listopadu 1961 – 1. června 2019) byl český hudební manažer, kytarista a fotograf. V letech 1985 až 1996 byl členem kapely Už jsme doma. Roku 1999 vydal knihu Amerika, Američka aneb kde jsou doma Už jsme doma, která obsahuje jeho zápisky z turné kapely po Spojených státech amerických. Jako manažer zastupoval například svou bývalou skupinu Už jsme doma, The Plastic People of the Universe či Zuby nehty. V roce 2018 měl výstavu černobílých fotografií nazvanou Máj. Byl vlastníkem agentury Alternative Music Production, organizoval také festivaly Slet bubeníků a Eurotrialog Mikulov. Podle oznámení rodiny zemřel v noci z 31. května na 1. června 2019.